# Othonna viminea
Othonna viminea là một loài thực vật có hoa trong họ Cúc. Loài này được E.Mey. mô tả khoa học đầu tiên.